# Gachetá
Gachetá è un comune della Colombia facente parte del dipartimento di Cundinamarca.
Il centro abitato venne fondato da Miguel de Ibarra nel 1593.